# (7714) Briccialdi
(7714) Briccialdi (1996 CC1) – planetoida z grupy pasa głównego asteroid okrążająca Słońce w ciągu 3,43 lat w średniej odległości 2,27 j.a. Odkryta 9 lutego 1996 roku.